# 斯韦托扎尔·萨布利奇
斯韦托扎尔·萨布利奇（1960年8月28日—2024年12月27日），是一名拥有塞尔维亚和塞浦路斯双重国籍的足球教练。
2011年11月24日，中国足球协会超级联赛球队长春亚泰宣布萨布利奇正式成为球队的新任教练。
2013年5月20日，萨布利奇接替辞职的李树斌，再次成为长春亚泰的主教练。
2014年4与22日，据长春当地记者消息，长春亚泰足球俱乐部正式解除了萨布利奇的球队主帅职务。其职位由德拉甘接任。
2024年12月27日，因病离世，终年64岁。